# Зелёные ворота (Кёнигсберг)
Зелёные ворота (нем. Grünes Tor) — городские ворота с круглой аркой в городе Кёнигсберг, через которые осуществлялся проход от Зелёного моста по Длинному переулку. Зелёные ворота являлись достопримечательностью города Кёнигсберга.

## История
Зелёные ворота располагались в районе Кёнигсберга Кнайпхоф. Герб района Кнайпхоф изображает на зелёном поле выступающую из лазурных волн руку в лазурном рукаве, держащую золотую корону. Зелёный цвет является символическим цветом Кнайпхофа, поэтому ворота, ведущие в этот район, и были названы зелеными. Кроме этого, в Кнайпхофе существовали Зелёный мост, Зелёный кран и Зеленые весы. Через Зелёные ворота осуществлял проход с Зеленого моста на Длинный переулок. Зелёные ворота стали одновременно окончанием улицы и началом южной стороны Кнайпхофа.
В разговорной речи название Зелёные ворота использовалось уже в 1764 году. Ворота к Длинному переулку были известны с 1322 года и представляли собой простое здание с аркой внутри. В 1592 году они были перестроены в «замечательное здание эпохи Возрождения мастера Вильгельма». Новые ворота представляли собой здание с высокой восьмиугольной колокольней и флюгером. Башня была украшена часами, гербом Кна́йпхофа, прусским орлом и скульптурами. На Зеленых воротах, в своё время, играли городские музыканты.
В 1851 году дно ворот углубляли на два фута, чтобы перевезти через них конную статую короля Фридриха Вильгельма III. В 1864 году ворота, мешавшие возросшему уличному движению, несмотря на протесты горожан и художника Фердинанда фон Кваста, были снесены.
Зеленый мост через реку Преголя, ведущий к Зелёным воротам, был построен 1322 году, в 1582 году он сгорел. На его месте в 1590 году был построен разводной мост. Он существовал до 1907 года.
В настоящее время на месте, где находились Зелёные ворота, проходит Ленинский проспект по эстакадному мосту над островом Канта.

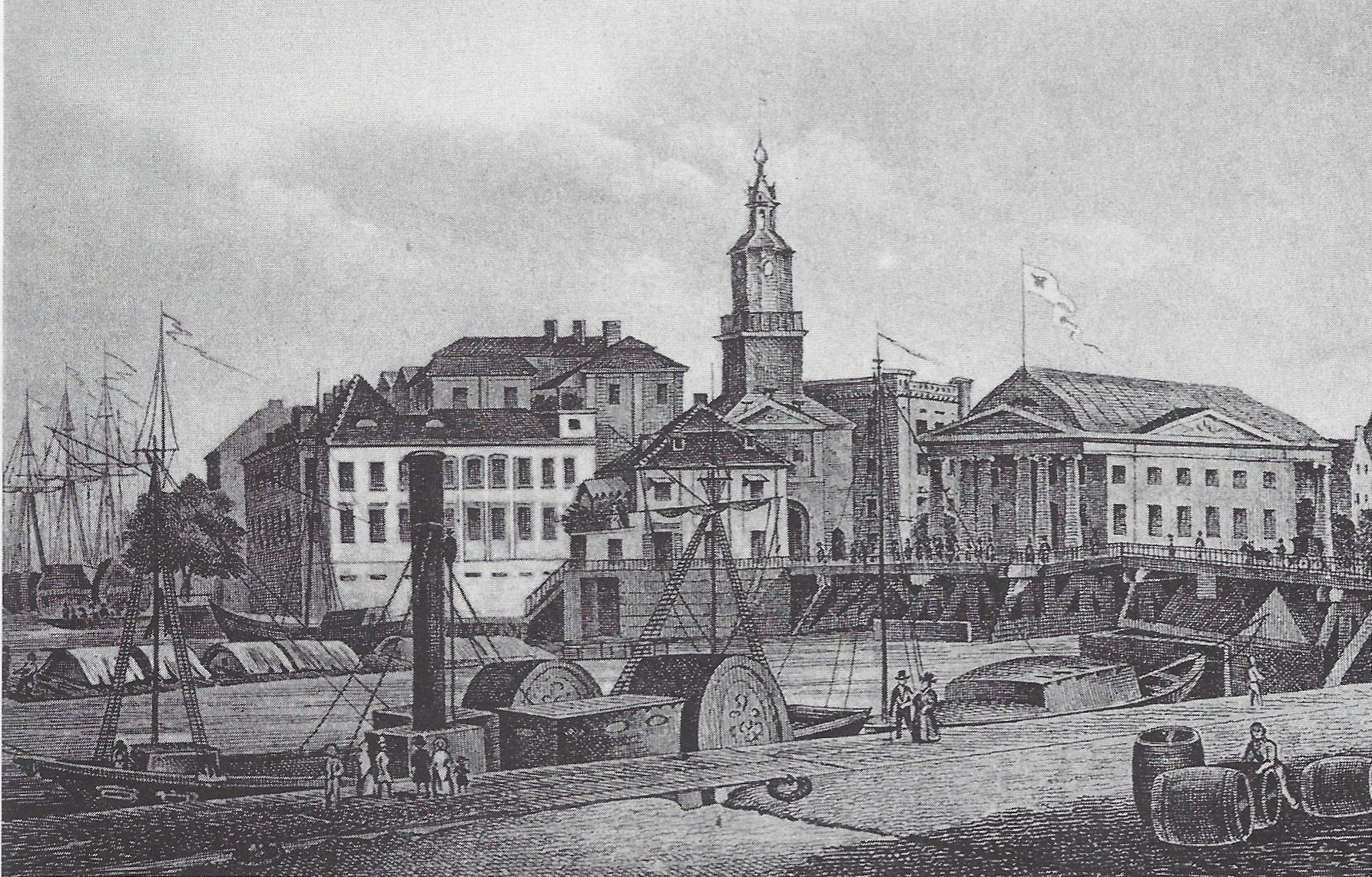
Зеленый мост, зеленые ворота и старая биржа
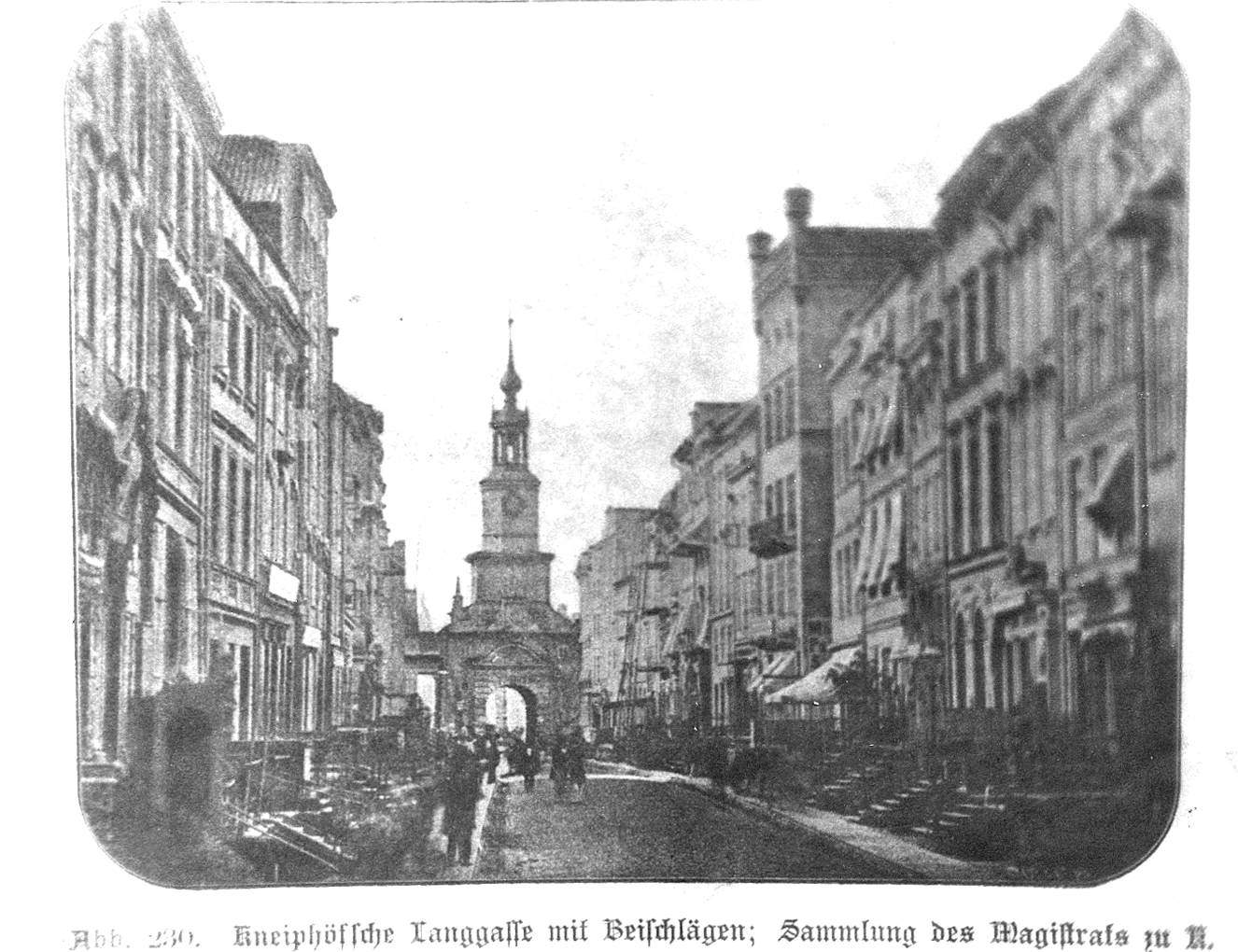
Вид на Зеленые ворота с Длинного переулка